# Stefano Andreoli

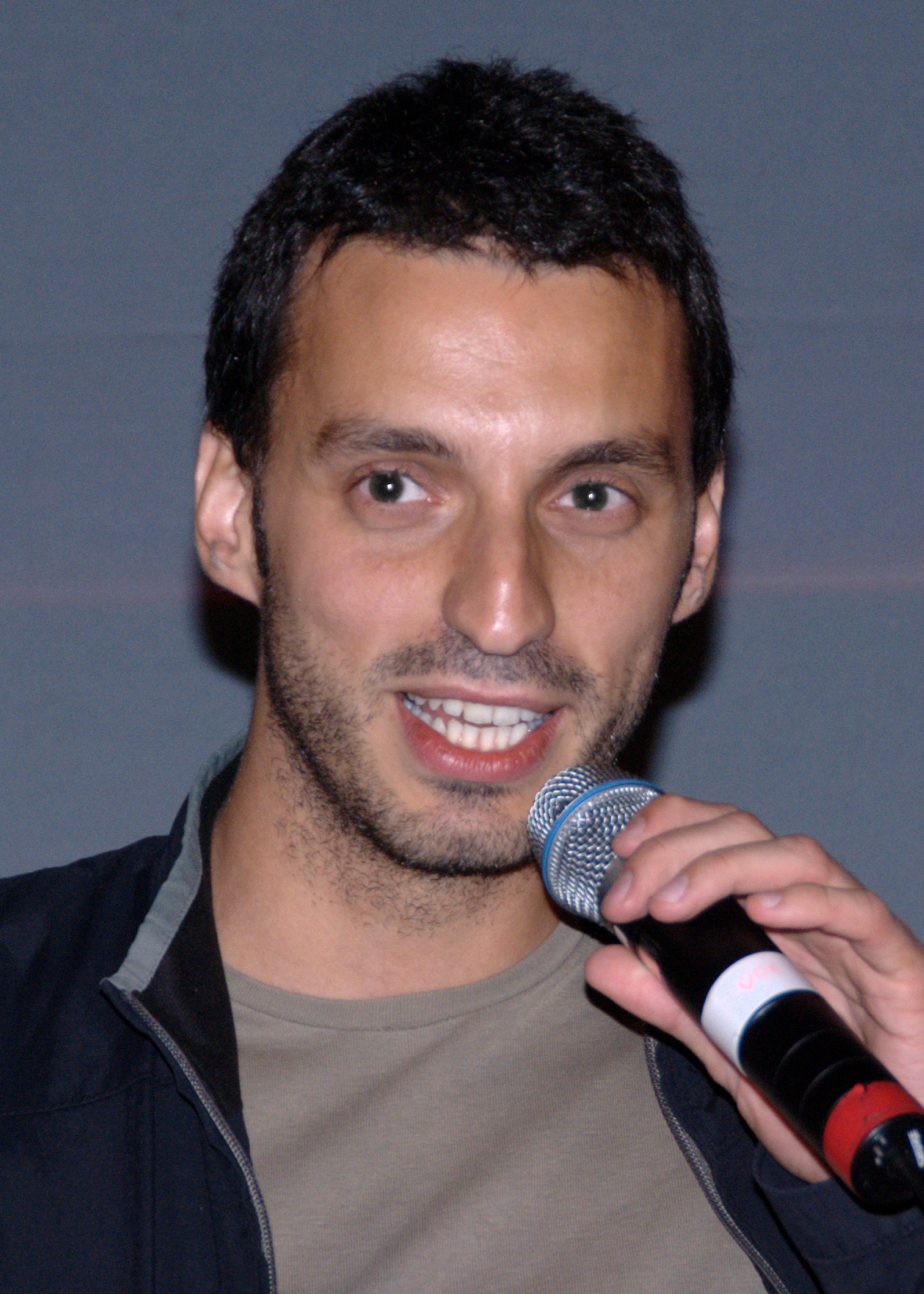
Stefano Andreoli alla Blogfest 2010 di Riva del Garda.

Stefano Andreoli (Cesena, 12 luglio 1979) è uno scrittore, autore televisivo, conduttore radiofonico ed enigmista italiano.

## Biografia
Insieme ad Alessandro Bonino ha creato e gestisce il blog di satira politica Spinoza.it, vincitore del premio "Miglior blog italiano" per gli anni 2009, 2010 e 2011 e del Premio Satira Forte dei Marmi.
Nel 2007, sempre insieme ad Alessandro Bonino, ha pubblicato il libro "Sempre cara mi fu quest'ernia al colon" basato sul gioco del fincipit.
Ha curato tutte le raccolte tratte da Spinoza.it, ultima delle quali La crisi è finita e altri racconti fantastici, uscito a maggio 2014 per Rizzoli. Nel 2011 ha pubblicato, insieme al collettivo di Spinoza, il libro Vade retro! Manuale di autodifesa dalle religioni (quasi tutte), trattato umoristico sulle religioni illustrato da Vauro. Ha partecipato al libro collettivo Alzando da terra il sole, uscito a settembre 2012, i cui proventi sono destinati alla ricostruzione della biblioteca di Mirandola. 
Nel 2010 ha partecipato come ospite fisso alla trasmissione Tetris di LA7. Fino all'estate 2011 ha partecipato stabilmente alla trasmissione radiofonica Non ci sono più le mezze stagioni, in onda su Radio 24. Da settembre 2011 passa a Radio Monte Carlo, e da allora è presenza fissa nei programmi del mattino.
Nel 2011 ha fatto parte del gruppo di autori della trasmissione di Maurizio Crozza Italialand - Nuove attrazioni, in onda su LA7. Ha collaborato ai testi dell'edizione 2012 del Festival di Sanremo. Nello stesso anno è stato autore della trasmissione di LA7 G'Day, condotta da Geppi Cucciari. Nel 2013 è stato autore della trasmissione Volo in diretta, condotta da Fabio Volo, in onda su Rai 3.
Nel 2015 è stato ospite fisso del Dopofestival di Sanremo, condotto da Saverio Raimondo e Sabrina Nobile. Dal 2015 al 2021 è stato tra gli autori di Quelli che il calcio, storica trasmissione di Rai 2.
Ha curato il libro di enigmi Giochi, quiz e indovinelli intelligenti per allenare la tua mente in vacanza, pubblicato da Newton Compton nell'estate 2021.
Dal 2021 al 2022 è stato autore di Che succ3de?, programma preserale di Rai 3 condotto da Geppi Cucciari; dal gennaio 2023 è autore di Splendida cornice, varietà di Rai 3 presentato dalla stessa Cucciari.

## Pubblicazioni
- Sempre cara mi fu quest'ernia al colon (Mondadori, 2007, ISBN 88-04-57238-8)
- Spinoza - Un libro serissimo. (Aliberti, 2010, ISBN 88-7424-582-3)
- Spinoza - Una risata vi disseppellirà. (Aliberti, 2011, ISBN 88-7424-739-7)
- Vade retro! Manuale di autodifesa dalle religioni (quasi tutte) (Aliberti, 2011, ISBN 978-88-7424-809-4)
- Spinoza - Qualcosa di completamente diverso. (Aliberti, 2012, ISBN 978-88-7424-922-0)
- La crisi è finita e altri racconti fantastici (Rizzoli, 2014, ISBN 978-88-17-07001-0)
- Giochi, quiz e indovinelli intelligenti per allenare la tua mente in vacanza (Newton Compton, 2021, ISBN 978-88-2275-802-6)
- Il sogno - L'Europa s'è desta! con Roberto Benigni e Michele Ballerin (Einaudi, 2025, ISBN 9788806270858)